# Ghassan Abu Sitta
Ghassan Soleiman Abu Sitta (غسان أبو ستة) né vers 1969, est un chirurgien britannico-palestinien. Il est également l'actuel recteur de l'université de Glasgow.
Il est connu pour avoir apporté à plusieurs reprises une assistance médicale en tant que chirurgien dans la bande de Gaza et dans d'autres zones de guerre : en Irak, au Liban, en Syrie et au Yémen.
Il est retourné à Gaza après le début de la guerre à Gaza depuis 2023, où il a fourni une assistance médicale à Médecins sans frontières depuis l'hôpital Al-Shifa. Il s'est adressé aux médias et aux enquêteurs de la Cour pénale internationale, et a participé à des conférences de presse pour décrire les atrocités perpétrées par l’armée israélienne dans la bande de Gaza.  

## Éducation
Abu Sitta nait au Koweït dans une famille palestinienne. En 1988, il suit les traces de son père et étudie la médecine à l'université de Glasgow, puis effectue un internat de troisième cycle à Londres.

## Carrière
Après avoir obtenu son diplôme universitaire, Abu Sitta commence à travailler pour le National Health Service. Il est directeur du service de chirurgie plastique et reconstructive de l'hôpital de 2012 à septembre 2020,,. En 2015, il cofonde et codirige le programme de médecine des conflits au Global Health Institute de l'AUB. En 2021, il est chargé de cours au Centre for Blast Injury Studies de l'Imperial College de Londres.
En janvier 2011, Abu Sitta rejoint la faculté de l'hôpital de l'Université américaine de Beyrouth et s'installe à Beyrouth. Il fournit une assistance à distance aux chirurgiens travaillant dans la bande de Gaza. Pendant son séjour au Liban, il démontre son intérêt pour la politique palestinienne en écrivant des articles d'opinion pour des journaux locaux.
Abu Sitta se rend pour la première fois dans la bande de Gaza en tant qu'étudiant en médecine pendant la première Intifada en 1989 . Ang Swee Chai (en) l'incite à se concentrer sur la médecine des conflits. Il se rend à Gaza en tant que membre de Medical Aid for Palestinians (en) pour fournir une assistance médicale pendant la seconde intifada à partir de 2000. Il s'est également rendu à Gaza pendant la guerre de 2008-2009, celles de 2012, 2014 et la Grande Marche du retour de 2018. Il travaille dans des zones de guerre en Irak, au Liban, en Syrie et au Yémen.
Abu Sitta a été rédacteur et coauteur du livre Reconstructing the War Injured Patient (2017) et The War Injured Child : From Point of Injury Treatment Through Management and Continuum of Care (2023). Il est administrateur de l'Institute for Palestine Studies.

## Guerre à Gaza
Abu Sitta retourne à Gaza le 9 octobre 2023, au début de la guerre à Gaza. Il déclare à Vogue Arabia qu'il a fourni une assistance médicale à Médecins sans frontières à l'hôpital Al-Shifa et à l'hôpital arabe Al-Ahli, en opérant les victimes du conflit,,. Il témoigne de la guerre à la presse et publie des mises à jour sur Twitter au sujet de l'hôpital et de certains patients pendant l'assaut de l'hôpital Al-Shifa,,.
Le 16 octobre 2023, sa famille à Londres a été interrogée par la police de Londres au sujet de son travail à Gaza,.
Le 18 novembre, après 43 jours, Abu Sitta retourne à Londres, faute de matériel médical pour poursuivre ses opérations,. Il y donne une conférence de presse sur son expérience,. Il témoigne avoir traité des patients souffrant de brûlures au phosphore blanc, que l'armée israélienne nie avoir utilisé,. Il raconte les amputations sans anesthésie et les opérations à même le sol dans les hôpitaux saturés.
Il collabore avec Scotland Yard pour partager son témoignage sur la situation à Gaza, et en janvier 2024, avec les enquêteurs de la Cour pénale internationale à La Haye,. Son témoignage à l’AFP fait grand bruit,:

« La différence entre cette guerre et toutes les autres auxquelles j’ai assisté est la même qu’entre une inondation et un tsunami. Par son ampleur, son intensité, sa férocité, le nombre de patients accueillis chaque jour, et le fait que 50 % des blessés soient des enfants, tout cela dépasse tout ce que j’ai pu voir. La moitié de mes opérations quotidiennes concernait des enfants. Il s’agissait de blessures gaves et dévastatrices, de blessures qui changent la vie, soit des amputations avec perte de membre, soit des blessures au visage qui défigurent gravement »

Abu Sitta est élu recteur de l'université de Glasgow, le 26 mars 2024, remportant 80 % des suffrages.
En mars 2024, l'ONG UK Lawyers for Israel (un groupe de pression juridique pro-israélien basé au Royaume-Uni) met en cause son militantisme pro-palestinien,.
En avril 2024, Abu Sitta se voit refuser l'entrée en Allemagne alors qu'il tentait de s'y rendre pour un événement pro-palestinien. Peu après, la manifestation est annulée par la police berlinoise sous prétexte que son oncle, l'un des orateurs de la manifestation, est « interdit d'activité politique en Allemagne ». Le 4 mai 2024, il devait s'exprimer devant le Sénat français sur la crise médicale à Gaza, mais l'entrée en France lui est refusée en raison d'une interdiction d'entrée dans l'espace Schengen mise en place par les autorités allemandes,,. Il intervient à la conférence par téléphone. Les partenaires d'Abu Sitta déclarent qu'ils envisagent de contester l'interdiction avec l'aide d'avocats allemands.
En mai 2024, le Centre International de Justice pour les Palestiniens (CIJP) a affirmé que l’interdiction faite à Abu Sitta d’entrer dans les pays de l’espace Schengen, notamment en Allemagne et en France, portait atteinte à la liberté d’expression. Le CIJP a indiqué avoir sollicité des avocats en France et en Allemagne pour contester cette mesure.

## Ouvrages
- (en) The War Injured Child: From Point of Injury Treatment Through Management and Continuum of Care, Springer International Publishing, 2023 (ISBN 978-3-031-28612-4 et 978-3-031-28613-1, DOI 10.1007/978-3-031-28613-1, lire en ligne)
- (en) Reconstructing the War Injured Patient, Springer International Publishing, 2017 (ISBN 978-3-319-56885-0 et 978-3-319-56887-4, DOI 10.1007/978-3-319-56887-4, lire en ligne)